# Attila FC Miskolc
Der Attila FC war ein Fußballverein aus der ostungarischen Stadt Miskolc. Er spielte von 1927 bis 1936 insgesamt sieben Saisonen lang in der ersten Liga.

## Geschichte
Als im Zuge der 1926 erfolgten Einführung des Berufsspielertums in Ungarn die höchste Spielklasse auch für Vereine geöffnet wurde, welche nicht aus dem Großraum Budapest stammten, kam es in Miskolc zur Gründung eines Profivereins. Dieser wurde vom Verband in die zweite Liga eingeteilt und schon in ihrer ersten Saison gelang es den Rot-Blauen, den Titel zu holen und damit 1927 in die erste Liga aufzusteigen.
Trotz der Verpflichtung namhafter Spieler wie Antal Siklóssy, Antal Pruha und Anton Powolny gelang es den Miskolcern aber nicht, die Klasse zu halten. Im Cupbewerb konnte die Mannschaft jedoch sensationellerweise das Finale erreichen, wo sie dem Ferencvárosi FC mit 1:5 unterlag. Nach nur einer Saison in der zweiten Liga erfolgte der Wiederaufstieg, doch trotz des Engagements des Nationalspielers Zoltán Opata ging es sofort wieder zurück in die Zweitklassigkeit.
Erst mit dem dritten Aufstieg 1931 konnte sich der Attila FC dauerhaft in der höchsten Spielklasse halten, auch wenn hier ständig gegen den Abstieg gespielt wurde. Als bestes Endergebnis konnte ein achter Tabellenplatz erreicht werden, ehe man 1936 mit nur sieben Punkten den letzten Platz belegte und abstieg. Da sich der Verein bereits in erheblichen wirtschaftlichen Schwierigkeiten befand, bedeutete dies seinen Bankrott und er wurde aufgelöst.

## Bekannte Spieler
- Zoltán Opata
- Anton Powolny
- Antal Pruha
- Antal Siklóssy
- André Simonyi
- Ladislas Smid

## Erfolge
- Cupfinale 1928
- Zweitligameister: 1927
- 7× Erstligateilnahme: 1927/28, 1929/30, 1931/32–1935/36